# Língua istriota
A língua istriota é uma língua românica falada na costa oeste da península da Ístria, especialmente nas cidades de Rovinj (it. Rovigno) e Vodnjan (Dignano), na parte superior do mar Adriático, na Croácia. 
Os seus falantes nunca empregam o nome "istriota", senão que tem seis denominações, segundo a cidade de onde vem o falante (em Dignano chama-se "bumbaro", em Bale (it. Valle) "vallese", em Rovinj rovignese, em Šišan sissanese, em Fažana fasanese e em Galižana gallesanese). O nome "istriota" foi proposto pelo linguista de língua italiana, nascido no Império Austro-Húngaro, Graziadio Isaia Ascoli, no século XIX.
Atualmente conserva ainda cerca de 1000 falantes e por isto considera-se uma língua em perigo de extinção.

## Classificação
O istriota  é uma língua românica relacionada com o vêneto e de acordo com alguns autores às populações reto-românicas dos Alpes. Conforme o linguista italiano  Matteo Bartoli, A área Ladina se estendia  até o ano 1000 d.C. do sul da Ístria até Friul e o leste da Suíça.
A sua classificação permanece pouco clara, devido às especificidades da língua, que sempre teve um número muito limitado de falantes. O istriota pode ser visto como:
- língua italiana do norte - independente, não pertencendo nem à língua vêneta nem ao grupo galo-itálico (opinião compartilhada pelos linguistas Tullio De Mauro e Maurizio Dardano);
- Como uma variedade das línguas reto-românicas;
- Como uma língua independente do grupo ítalo-dálmata;[2]
- Como uma língua românica autóctone fortemente influenciada pelas línguas vêneta e friulana com alguns extratos eslavos;[3]

Quando a Ístria era uma região do Reino da Itália, o istriota foi considerado pelas autoridades como um dialeto do vêneto.

## Escrita
O istriota usa o alfabeto latino sem as letras K, W, Y.

## Vocabulário
Comparação com algumas línguas, dialetos italianos e Latim:
| Latim                          | Italiano        | Istriota | Vêneto     | Bisiacco Venetiano |
| ------------------------------ | --------------- | -------- | ---------- | ------------------ |
| clave(m)                       | chiave          | ciave    | ciave      | ciave              |
| nocte(m)                       | notte           | nuoto    | note/not   | note               |
| cantare                        | cantare         | cantare  | cantar     | cantar             |
| capra(m)                       | capra           | càvara   | càvara     | cavra              |
| lingua(m)                      | lingua          | lengua   | lengua     | lengua             |
| platea(m)                      | piazza          | piassa   | piassa     | piassa             |
| ponte(m)                       | ponte           | ponto    | ponte/pont | pont               |
| ecclesia(m)                    | chiesa          | ceza     | cexa       | cesa               |
| hospitale(m)                   | ospedale        | uspadal  | ospedal    | ospedal            |
| caseu(m) lat.vulg.formaticu(m) | formaggio/cacio | furmajo  | formajo    | formai             |

## Exemplos
| Istriota | Italiano |
| --- | --- |
| La nostra zì oûna longa cal da griebani: i spironi da Monto inda uò salvà, e 'l brasso da Vistro uò rastà scuio pei grutoni pioûn alti del mar, ca ruzaghia sta tiera viecia-stara. Da senpro i signemo pissi sensa nom, ca da sui sa prucoûra 'l bucon par guodi la veîta leîbara del cucal, pastadi dala piova da Punente a da Livante e cume i uleîi mai incalmadi. Fra ste carme zì stà la nostra salvissa, cume i riboni a sa salva dal dulfeîn fra i scagni del sico da San Damian; el nostro pan, nato gra li gruote, zi stà inbinideî cul sudur sula iera zbruventa da Paloû... e i vemo caminà par oûna longa cal da griebani, c'ancui la riesta lissada dali nostre urme. | La nostra è una lunga strada irta di sassi: gli speroni di Monto ci hanno salvato, ed il braccio di Vistro è rimasto scoglio per le grotte poste più in alto del mare, che erode questa antica terra. Da sempre siamo pesciolini che da soli si procurano il boccone per godere la libera vita del gabbiano, oppressi dalla pioggia di Ponente e di Levante come olivi senza innesti. Fra queste insenature è stata la nostra salvezza, come i pagelli si salvano dal delfino fra le tane della secca di San Damiano; il nostro pane, nato tra le grotte, è stato benedetto col sudore nell'aia ribollente di Palù... ed abbiamo camminato per una lunga strada dissestata, che oggi rimane spianate dai nostri passi. |

## Amostra de texto
Istriota
La nostra zì oûna longa cal da griebani: i spironi da Monto inda uò salvà, e 'l brasso da Vistro uò rastà scuio pei grutoni pioûn alti del mar, ca ruzaghia sta tiera viecia-stara. Da senpro i signemo pissi sensa nom, ca da sui sa prucoûra 'l bucon par guodi la veîta leîbara del cucal, pastadi dala piova da Punente a da Livante e cume i uleîi mai incalmadi. Fra ste carme zì stà la nostra salvissa, cume i riboni a sa salva dal dulfeîn fra i scagni del sico da San Damian; el nostro pan, nato gra li gruote, zi stà inbinideî cul sudur sula iera zbruventa da Paloû... e i vemo caminà par oûna longa cal da griebani, c'ancui la riesta lissada dali nostre urme.
Português
"O nosso caminho é longo e coberto de pedras: os esporões do Monto foram salvos e o braço de Vistro permaneceu como rocha para as cavernas colocadas mais acima do mar, o que erosionou esta terra antiga. Sli sempre se pesca sozinho para adquirir o bocado e desfrutar da vida gaivota livre, oprimida pelas chuvas ocidental e oriental como azeitonas sem enxertos. Entre essas enseadas eram nossa salvação, como as bremas são salvas pelos golfinhos entre as covas do San Damiano quando seco; O nosso pão, nascido entre as cavernas, foi abençoado pelo suor do pátio Palù ... e andamos por uma longa estrada acidentada, que hoje permanece nivelada por nossos passos."

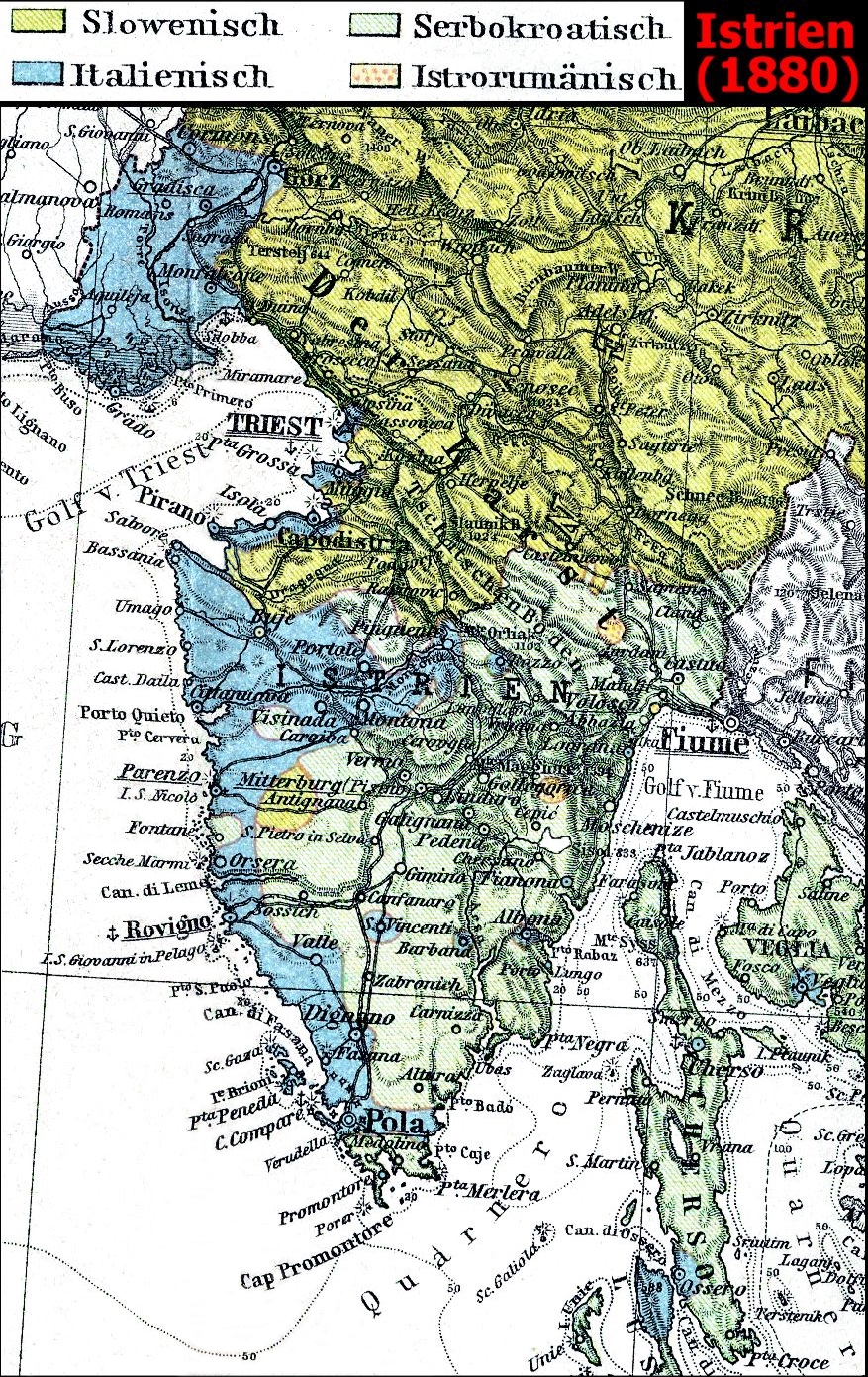
Mapa etno-linguístico austríaco pré-1918 [nota 1]
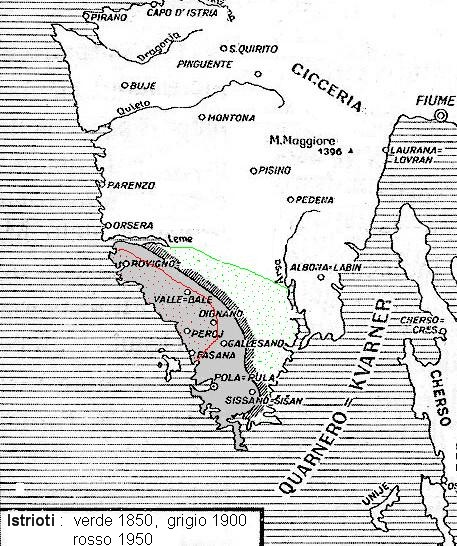
Mapa do istriota (grigio= cinzento; rosso = vermelho)